# Лиго (Савона)
Лиго је насеље у Италији у округу Савона, региону Лигурија.
Према процени из 2011. у насељу је живело 79 становника. Насеље се налази на надморској висини од 312 м.